# Estación Salvador María
Salvador María es una estación ferroviaria ubicada en la pequeña localidad del mismo nombre, partido de Lobos, Provincia de Buenos Aires, Argentina.

## Servicios
No presta servicios de pasajeros desde el 13 de julio de 2018. Es una pequeña estación del ramal perteneciente al Ferrocarril General Roca, desde la estación Cañuelas hasta la estación Olavarría. Sus vías están concesionadas a la empresa privada de cargas Ferrosur Roca.

## Historia
La estación fue inaugurada en 1884 por la compañía Ferrocarril del Oeste, en el tramo entre esta y la estación Lobos.